# Anepsion maculatum
Anepsion maculatum är en spindelart som först beskrevs av Tamerlan Thorell 1897. Anepsion maculatum ingår i släktet Anepsion och familjen hjulspindlar.
Artens utbredningsområde är Myanmar. Inga underarter finns listade i Catalogue of Life.